# Jauhen Zikozki

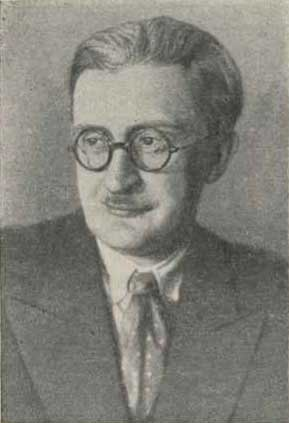

Jauhen Karlawitsch Zikozki (* 14. Dezemberjul. / 26. Dezember 1893greg. in Sankt Petersburg; † 23. November 1970 in Minsk) war ein sowjetischer Komponist.

## Leben
Zikozki, der einer Familie von Marinesoldaten entstammte, war als Komponist weitgehend Autodidakt. Seine ersten Kompositionen schrieb er im Alter von 14 Jahren, teilweise beraten von dem mit ihm befreundeten Wladimir Deschewow. Seine formale Musikausbildung beschränkte sich auf private Klavier- und Theoriestunden bei Sinaida Wolkowa-Bontsch-Brujewitsch (1912–14). Ab 1911 besuchte er das Petersburger Psychoneurologische Institut, das er 1914 ohne Abschluss verließ, und begann Studien der Physik und Mathematik an der Staatlichen Universität St. Petersburg. Von 1915 bis 1917 war er Soldat an der russisch-deutschen Front im Ersten Weltkrieg, von 1919 bis 1924 Soldat der Roten Armee u. a. im Polnisch-Sowjetischen Krieg.
1924 ließ sich Zikozki in Babrujsk nieder, wo er eine Musikschule organisierte (1927–34). Im Zuge erster Erfolge als Komponist übersiedelte er 1934 nach Minsk, wo er als Musikschullehrer und für den Rundfunk arbeitete. Während des Zweiten Weltkriegs wurde er nach Ufa und Gorki evakuiert. 1944 kehrte er nach Minsk zurück, wo er als künstlerischer Leiter der belarussischen Philharmonie (1944/45, 1953–57) sowie Vorsitzender des belarussischen Komponistenverbandes (1952–63) wirkte.
Zikozki erhielt zahlreiche Ehrungen, u. a. den Orden des Roten Banners der Arbeit (1940, 1948), den Leninorden (1944), die Titel Volkskünstler der Weißrussischen SSR (1953) und Volkskünstler der UdSSR (1955) sowie 1968 den Staatspreis der Weißrussischen SSR.

## Stil
Zikozki gilt zusammen mit Mikalaj Tschurkin und Aljaksej Turankou als Begründer der belarussischen Kunstmusik. Seine Sinfonien und Opern zählen zu den ersten belarussischen Werken dieser Gattungen. Seine Tonsprache baut auf der Musik des Mächtigen Häufleins und Richard Wagners auf; neuere Tendenzen werden nur vereinzelt (vor allem in späteren Werken) und sehr behutsam aufgenommen.
Zikozkis Musik wird dominiert durch heroische und dramatische Stimmungen. Charakteristisch ist eine Betonung der nationalen Komponente, insbesondere durch die Wahl entsprechender Sujets oder Programme und durch Zitate belarussischer Volkslieder. Auch Zitate von Revolutionsliedern finden sich in Zikozkis Werken (1. Sinfonie, Carmagnole in der 6. Sinfonie). Das sowjetische Staatslabel Melodija veröffentlichte u. a. Schallplatteneinspielungen seiner Sinfonien Nr. 3, 4 und 6 sowie Auszüge aus seinen Opern.

## Werke
- Orchesterwerke
  - Sinfonie Nr. 1 E-Dur op. 5 (1924–27)
  - Sinfonie Nr. 2 c-moll op. 19 (1940/41, rev. 1944)
  - Sinfonie Nr. 3 Es-Dur op. 36 (1. Fassung mit Chor 1948, 2. Fassung ohne Chor 1959)
  - Sinfonie Nr. 4 F-Dur op. 50 (1955)
  - Sinfonie Nr. 5 D-Dur op. 53 (1958)
  - Sinfonie Nr. 6 A-Dur op. 65 (1963)
  - Festtag in Polesien, Ouvertüre op. 48 (1954)
  - Ruhm, Ouvertüre op. 59 (1961)
  - 50 Jahre, Sinfonische Dichtung (1966)
  - 2 Suiten für belarussisches Volksinstrumentenorchester (Nr. 1 op. 43, 1950; Nr. 2 op. 45, 1952)
  - Konzert für Klavier und belarussisches Volksinstrumentenorchester op. 47 (1953, rev. für Klavier und Orchester 1954)
  - Posaunenkonzert op. 9 (1934)
  - Film- und Schauspielmusiken
- Opern
  - Michas Padhorny, Oper in vier Akten op. 18 (1939, rev. 1957)
  - Alesja, Oper in vier Akten op. 31 (1942–44), revidiert als Das Fräulein aus Polesien op. 46 (1952, rev. 1953), erneut revidiert als Alesja, Oper in zwei Akten op. 74 (1965)
  - Anna Gromowa (Das Rotkehlchen), Oper (1969)
- Vokalmusik
  - Die Befreiung, Oratorium (1939)
  - Der Sturmvogel, Heroisches Poem nach Maxim Gorki für Bass und Orchester op. 11a (1918, rev. 1936), revidiert als Das Lied vom Sturmvogel für Bass, Chor und Orchester (1944)
  - Monolog des Geizigen Ritters nach Alexander Puschkin für Bass und Orchester op. 14 (1937)
  - Lieder und Balladen für Singstimme und Klavier
  - Chöre
- Kammer- und Klaviermusik
  - Scherzo für Streichquartett (1943)
  - Klaviertrio g-moll op. 8 (1935)
  - Nocturne für Violoncello und Klavier (1941)
  - Sonate-Sinfonie für Klavier op. 83 (1967)

## Weblink
- Daten zu Leben und Werk auf kino-teatr (russisch)

## Einzelnachweis
1. ↑  Radaslava Aladava: Cikocki, Jaŭhen Karlavič. In: Ludwig Finscher (Hrsg.): Die Musik in Geschichte und Gegenwart. Zweite Ausgabe, Personenteil, Band 4 (Camarella – Couture). Bärenreiter/Metzler, Kassel u. a. 2000, ISBN 3-7618-1114-4 (Online-Ausgabe, für Vollzugriff Abonnement erforderlich)

| Personendaten    | Personendaten                                                                             |
| ---------------- | ----------------------------------------------------------------------------------------- |
| NAME             | Zikozki, Jauhen                                                                           |
| ALTERNATIVNAMEN  | Zikozki, Jauhen Karlawitsch (vollständiger Name); Tikozki, Jewgeni Karlowitsch (russisch) |
| KURZBESCHREIBUNG | sowjetischer Komponist                                                                    |
| GEBURTSDATUM     | 26. Dezember 1893                                                                         |
| GEBURTSORT       | Sankt Petersburg                                                                          |
| STERBEDATUM      | 23. November 1970                                                                         |
| STERBEORT        | Minsk                                                                                     |